# Avelino Lopes
Avelino Lopes é um município brasileiro do estado do Piauí (também conhecido antes de sua emancipação por Lagoa de Dentro), fica localizado no limite com o estado da Bahia. Sua população estimada em 2019 era de 11.289 habitantes.

## Localização
| Noroeste: Curimatá e Morro Cabeça no Tempo | Norte: Morro Cabeça no Tempo | Nordeste: Morro Cabeça no Tempo e Pilão Arcado/BA |
| Oeste: Curimatá                            |                              | Leste: Pilão Arcado/BA                            |
| Sudoeste: Júlio Borges                     | Sul: Buritirama/BA           | Sudeste: Buritirama/BA                            |

## História
Em 1914, chegou ao local, onde está encravada a Sede Municipal, Avelino Lopes do Couto, precedente da Bahia. Instalou fazenda de gado nas proximidades de uma lagoa onde, posteriormente, um grupo de baianos formou um núcleo populacional, que recebeu o nome de Lagoa de Dentro.

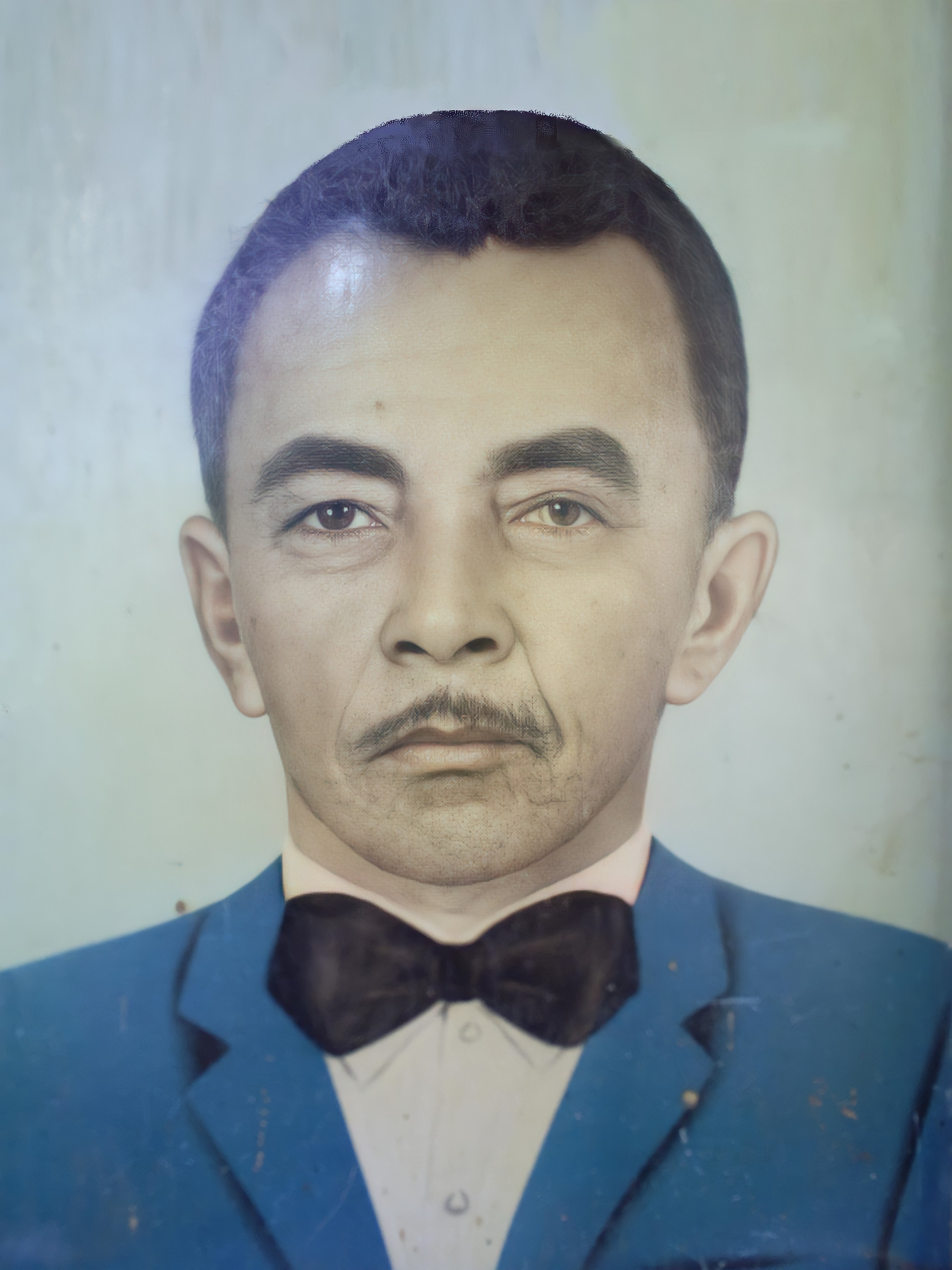
José Eutímio Alves, o Zé Grande, um dos primeiros habitantes da vila.

José Eutímio Alves, Filogônio Angelino Pereira, Eliezer Marques Bastos, Jorcelino Tolentino da Gama, Sinval Angelino Lopes e Dionísio José Alves, foram entre os primeiros moradores, os que mais contribuíram para o desenvolvimento de Lagoa de Dentro. José Eutímio Alves, chamado "Zé Grande", em 1948, doou a área para a formação do patrimônio do Povoado. Em 1952, foi inaugurada a feira livre, atraindo feirantes de todas as localidades vizinhas. Ainda hoje, essa feira mantém a tradição de ser a maior da região.
Em 1955. por iniciativa de Andrelino José da Gama, foi construída uma capela, dedicada a Nossa Senhora das Mercês, Padroeira da Cidade. Até então, as cerimônias religiosas eram oficiadas em casas particulares.
Elevado à categoria de município e distrito com a denominação de Avelino Lopes, pela lei estadual nº 2006, de 10-11-1961, desmembrado de Curimatá.

### Significado do nome
Homenagem ao baiano Avelino Lopes que entrou para a história quando saiu de sua terra em busca de melhores dias no Piauí. Quando chegou nas chapadas do extremo sul piauiense, em 1914, percebeu que era ali onde instalaria uma fazenda de gado. Logo depois trouxe mais baianos para o lugar e aos poucos foi formando-se um povoado que foi batizado de Lagoa de Dentro. Um dos primeiros moradores chamava-se José Eutímio Alves, o "Zé Grandão" que mais tarde doou a área para a formação do povoado.

## Saúde
O município conta com uma UMS (Unidade Mista de Saúde), onde são realizadas pequenos procedimentos médicos mais avançados. Todo o tratamento de nível mais complexo é encaminhado aos hospitais regionais. As UBS (Unidade Básica de Saúde) servem como ponto de apoio para consultas em clinico-geral e algumas especialidades. Em 2018 o município era o único da região que prestava atendimento psicossocial à população. O índice de mortalidade infantil no município em 2017 era de 5,26 óbitos a cada mil crianças nascidas vivas.

## Educação
No município há varias instituições de educação em funcionamento, sendo de cunho público (municipal e estadual) e privado.  A rede de educação contém apoio do programa Caminho da Escola, que leva e traz alunos de suas casas até as unidades escolares. 
Em 2017 o IDEB, índice que afere a qualidade de ensino, era de 5,0 nos anos iniciais do ensino fundamental e de 2,8 nos anos finais. A taxa de escolarização dos 6 aos 14 anos em 2010, era de 97,2%.

## Cultura
A cidade é reconhecida regionalmente por realizar em grande fervor os festejos à Nossa Senhora das Mercês, padroeira da cidade que acontece anualmente na semana do dia 24 de Setembro. Nesse período, a cidade recebe turistas de várias cidades, dando partida a uma maratona de festas, compras, brincadeiras e devoção à padroeira na movimentada data. A convivência é típica de uma cidade comum do sertão nordestino, por se tratar de uma cidade pequena, muitos se encontram em ruas e em suas casas.

## Economia
Movimentada principalmente na agricultura e agropecuária, a cidade desenvolve um campo de atuação onde depende do trabalhador camponês. A agricultura é baseada majoritariamente na produção de feijão e milho, embora outros cultivos apareçam frequentemente, vide o arroz. A pecuária mantém o abastecimento de proteína animal na cidade por meio da criação de bovinos, ovinos e suínos. 
O setor de serviços, o comércios de alimentos industrializados, móveis e eletrodomésticos figura como parte importante da movimentação econômica da cidade. Em constante expansão, o setor de serviços se mostra promissor nos tempos da revolução interna de tecnologia.
A falta de agências bancárias na cidade fez com que os avelinenses se adaptassem, originou-se um sistema de colaboração entre comerciantes e cidadãos comuns em um curioso "sistema bancário". Por muitas vezes, recorre-se aos boletos, depósitos e transferências financeiras para que haja dinheiro em caixa no momento do eventual saque.

### Trabalho e Rendimento
Em 2017, o salário médio mensal era de 1.6 salários mínimos. A proporção de pessoas ocupadas em relação à população total era de 5.9%. Na comparação com os outros municípios do estado, ocupava as posições 141 de 224 e 127 de 224, respectivamente. Já na comparação com cidades do país todo, ficava na posição 4225 de 5570 e 4876 de 5570, respectivamente. Considerando domicílios com rendimentos mensais de até meio salário mínimo por pessoa, tinha 55.8% da população nessas condições, o que o colocava na posição 89 de 224 dentre as cidades do estado e na posição 359 de 5570 dentre as cidades do Brasil.

## Rodovias
Avelino Lopes é ligado pela PI-255 que dá acesso a Curimatá, Parnaguá e Corrente.
Há também o prolongamento da PI-255 que dá acesso ao município de Morro Cabeça no Tempo, com 60 km de extensão. Em 2018 foi iniciada a construção de um ramal que dá acesso a BR-020.
No município existe estradas com superfície terrosa, as quais dão acesso as localidades da área rural de Avelino Lopes.

## Segurança
Na cidade há a 4° Companhia do 7° Batalhão de Policia Militar do Piauí, ponto de apoio de operações regionais. (4ª CSBPM-PMPI)